# 索马里西南州
索马里西南州（Maay-Maay语：Koofur-Orsi），简称西南，以前又称临时西南行政区，位于索马里西南部，现在是索马里的联邦成员州之一。首府巴拉韦。它由拉汉文抵抗军领导人哈桑·穆罕默德·努尔·萨提加杜德（Hasan Muhammad Nur Shatigadud）创建于2002年4月1日。
2005年解体后，该领土于2009年11月重新成立，成为索马里的正式联邦成员国。阿卜杜拉·拉夫塔加林当选为该州总统。西南州的正式首府是巴拉韦，位于索马里海沿岸，但目前州政府设在拜多阿。